# 吉爾吉斯文維基百科
吉爾吉斯文維基百科為維基百科協作計劃之柯尔克孜语版本，由非營利組織——維基媒體基金會維持，其目前為各語言維基百科計劃中，規模排名第77名（依80,723條條目量計算）。計劃於2002年6月3日開設，至2022年11月25日擁有逾80,723條条目；429,442個註冊用戶；34,173個活躍用戶；75個管理員。